# Параскив, Олег Дмитриевич
Оле́г Дми́триевич Параскив (укр. Олег Дмитрович Парасків; род. 14 апреля 1966, Чернигов) — украинский политик и государственный деятель, народный депутат Украины VII созыва.

## Биография
Родился 14 апреля 1966 года в Чернигове.
В 1988 году закончил Калининградское высшее военно-морское училище по специальности — радиоинженер. Затем пошёл на службу в Черноморский флот в качестве командира группы особого назначения. До 1993 года служил на разведывательных кораблях Краснознаменного Черноморского Флота. Участвовал в боевых походах на кораблях 5-й оперативной эскадры кораблей КЧФ в Средиземное море. Дослужился до звания капитан-лейтенант запаса.
После службы в армии, начал заниматься бизнесом в посёлке Мирный. C 1994 года по 1996 год работал директором частного предприятия «Ниолан». С 1996 года по 1998 год работал директором ООО «Стикс». С 1998 года по 1999 год занимал должность заведующего отдела туризма и рекламы Евпаторийского городского исполкома. Затем, с 1999 года по 2006 год Параскив занимался частным предпринимательством.

### Политическая карьера
Являлся депутатом Мирновского поселкового совета III и IV созывов, впервые выбрался в депутаты в 1998 году. Был секретарём Мирновского поселкового совета. После убийства новоизбранного поселкового головы Мирного Анатолия Симоненко в марте 2006 года Олег Параскив стал исполняющим обязанности поселкового головы. На досрочных выборах 28 мая 2006 году избран поселковым головой Мирного. В 2010 году был переизбран на эту должность.
На парламентских выборах 2012 года был избран депутатом Верховной Рады Украины от Партии регионов по одномандатному избирательному округу № 4 (Евпатория, Саки и Сакский район). По результатам голосования набрал 34 % голосов избирателей.
Комментируя референдум о статусе Крыма, Параскив заявил, что предпосылки к этим событиям были заложены ещё в 2006 году Виктором Ющенко и его риторикой про «оппозицию к России»/. 6 июня 2014 года он вышел из Партии Регионов и вошёл в состав депутатской группы «За мир и стабильность». 18 сентября 2014 года на пресс-конференции заявил о сложении с себя депутатских полномочий в связи с первыми выборами в Крыму как субъекте РФ, однако до окончания в ноябре работы Верховной Рады VII созыва полномочия официально не были прекращены.

## Личная жизнь
Жена Лада — предприниматель, в 2010—2014 годах депутат Евпаторийского городского совета (от Партии Регионов). Воспитывает двоих детей: дочь — студентка филиала Московского государственного университета имени М. В. Ломоносова в Севастополе, сын — учащийся Мирновской общеобразовательной школы I—III ступеней.
В 2001 году перевёз своих родителей в посёлок Мирный.